# Login

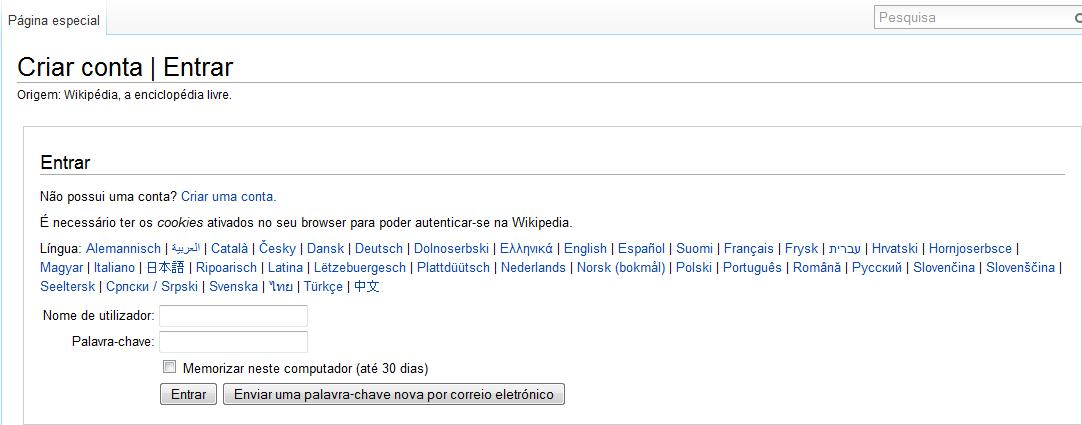
Página de inicio de sesión

En el ámbito de seguridad informática, login, también conocido como log in o log on (en español: "ingresar" o "entrar") es el proceso que controla el acceso individual a un sistema informático mediante la identificación del usuario, el cual accede utilizando credenciales provistas por el usuario. Un usuario puede hacer el login a un sistema para obtener acceso y puede hacer el log out o log off (en español: "salir" o "desconectar") cuando no se precisa mantener el acceso. Log out consiste en cerrar el acceso personal a un sistema informático, al cual anteriormente se había realizado el login.
A su vez, existen castellanizaciones de estos términos como los sustantivos logueo/deslogueo y los verbos loguearse y desloguearse.